# Josie MacAvin
Josie MacAvin (1919 — Dublin, 26 de janeiro de 2005) foi um diretor de arte irlandês. Venceu o Oscar de melhor direção de arte na edição de 1986 por Out of Africa, ao lado de Stephen B. Grimes.